# Bernardinia
Bernardinia es un géneros con siete especies de plantas fanerógamas perteneciente a la familia de las connaráceas. 
Está considerado un sinónimo del género Rourea Aubl.

## Especies seleccionadas
- Bernardinia agelaeoides
- Bernardinia fluminensis
- Bernardinia guianensis[3]